# Söderlingska Trädgården

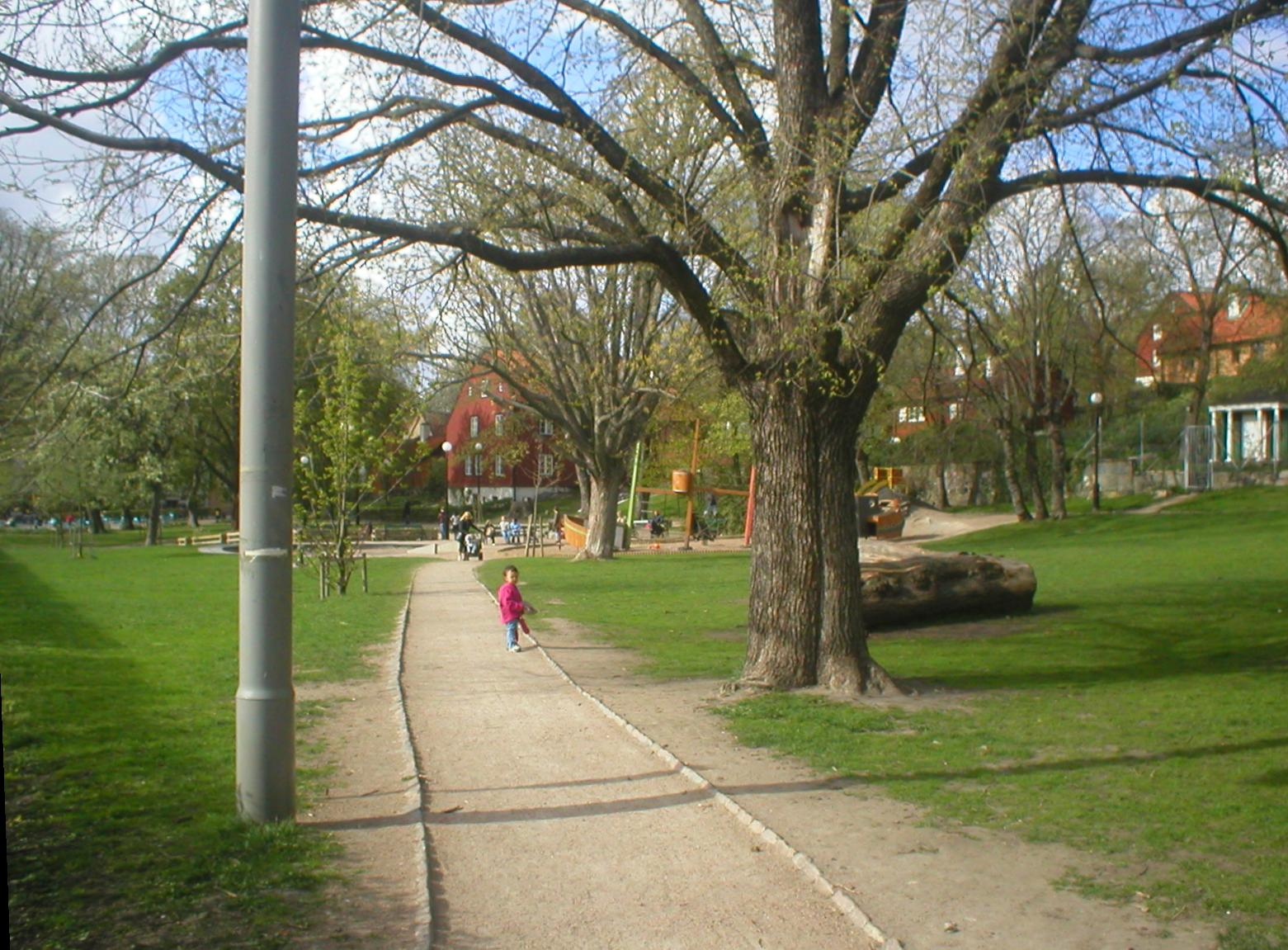
Söderlingska Trädgården

Söderlingska Trädgården, är en park i kvarteret N:o 2 Fröjdenborg i stadsdelen 3:e roten i Majorna i Göteborg. Den avgränsas av Djurgårdsgatan, Amiralitetsgatan, Allmänna vägen samt Pölgatan och ingår i Kulturreservatet Gathenhielm. Där finns en stor lekplats och en plaskdamm som inte längre är i bruk och nu igenfylld med sand. I sanden så står det en gungställning med gungor. Namnet från 1941 kommer av orgelbyggaren Johan Nikolaus Söderling (1802-1890), som var den förste att föreslå att Slottsskogen skulle upplåtas som park. Hans orgelverkstad låg på tomten 'Justitia' inom trädgården. Områdets första bebyggelse tillkom i början av 1700-talet.

## Historia
Platsen tillhörde under många år kommerserådet Carl Bagge (1754-1818). Efter dennes död såldes egendomem 1820 till 'coopvardie-captain' J.G. Hollstein. Egendomen - som i jordeboken heter 'Hviloplatsen' - sträckte sig ända till Slottsskogen. Bagge bodde inne i Göteborg, men hade 'Oljekvarn' (se nedan) som sitt lantställe. Huvudbyggnaden förstördes i en eldsvåda i början av 1800-talet. På samma plats uppförde Hollstein ett hus 1823, vilket revs 1939. Skeppsbyggare Ambrosius Landgren köpte egendomen 1840, men sålde redan 1841 till änkefru Beate Wennerberg, född Thim. Efter Bagge var hon då den femte ägaren. Vid hennes bortgång 1865 ärvde dottern Laura Beate Orup egendomen. Hon var gift med orgelbyggaren Johan Nikolaus Söderling, som tillsammans med brodern Carl Fredrik Söderling länge ägnade sig åt orgelbyggeri i en verkstadsbyggnad inne i trädgården. Vid sekelskiftet 1900 sålde sterbhuset efter Söderling hela egendomen samt byggnader till Carnegieska fastighetsbolaget, som senare sålde själva trädgården till Göteborgs stad. 
Inkörsporten till trädgården låg i hörnet av Allmänna vägen och Djurgårdsgatan, utrustad med stenpelare och gallergrindar. Där fanns under senare en liten kiosk där skolpojkarna gjorde sina inköp av godsaker. Därifrån ledde en allé utefter gränsen mot Ölvägen (Pölgatan från 1937) - från Allmänna vägen, åt sydost - och fram till huvudbyggnaden. Här fanns rikligt med fruktträd och vackra rabatter, dammar och fontäner samt bersåer och paviljonger, dit sandgångar ledde fram. Under kommerserådet Bagges tid var här ett intensivt nöjesliv, där stadens "grädda" umgicks.
Enligt en plan, fastställd av byggnadsnämnden den 14 november 1933, skulle Söderlingska trädgården bebyggas med flera femvåningshus. Planen möttes med protester och en skrivelse inlämnades till stadsfullmäktige. Ett opinionsmöte samlade 500 deltagare och 9 000 personer skrev under protestlistor. Vid samma tid bildades Kulturminnesföreningen Gathenhielm. Resultatet blev att stadsplanen ändrades och Söderlingska och Gatenhielmska trädgårdarna bebyggdes inte.
Parken skapades 1941 och nyinvigdes 2003 efter en tids upprustning. Projektet att ta plaskdammen i bruk har inte genomförts. På andra kortsidan av parken ligger tre funkishus från 1939.

### Oljekvarn
En äldre benämning 'Söderlingska trädgården' syftade på området kring egendomen och huset 'Oljekvarn' som var byggt över Djurgårdsbäcken, som söderifrån flöt genom ängsområdet. Här fanns i början av 1800-talet ett oljeslageri och en stampinrättning, ett ställe där man tillverkade ylletyger för beklädnadsändamål. Kraften hämtade man genom att dämma upp bäcken och leda vattnet i en ränna in under byggnaden.